# Túneles de la Franja de Gaza
Los Túneles de la Franja de Gaza son unos pasajes que han sido cavados bajo el Corredor de Filadelfia, una estrecha franja de tierra, de 14 km (8,699 millas) de longitud, situadas a lo largo de la frontera entre Gaza y Egipto. Después del Tratado de Paz entre Israel y Egipto de 1979, la ciudad de Rafah, en el sur de la Franja de Gaza, se dividió por este corredor. La mitad de la población quedó en Egipto, y la otra mitad estaba bajo control militar israelí hasta 2005. Después de que Israel se retiró, el Corredor se colocó bajo el control de la Autoridad Palestina hasta 2007. Cuando Hamás tomó el poder en 2007, Egipto e Israel cerraron las fronteras con Gaza.
En 2009, Egipto inició la construcción de una barrera subterránea para bloquear los túneles existentes y creó otros nuevos más difíciles de excavar. En 2011, Egipto relajó las restricciones en su frontera con la Franja de Gaza, para que los palestinos cruzaran libremente. 